# حشره‌خوار دست‌سفید سوالسی
 حشره‌خوار دست‌سفید سوالسی (نام علمی: Crocidura rhoditis) نام یک گونه از سرده حشره‌خوارهای دندان‌سفید است.